# Aerorozwidka
Aerorozwidka (ukr. Аеророзвідка, pol. Wywiad lotniczy) – zespół i organizacja pozarządowa na Ukrainie, która promuje tworzenie i wdrażanie sieciocentrycznych i zrobotyzowanych zdolności wojskowych dla Sił Bezpieczeństwa i Obrony Ukrainy. W jej granicach społeczeństwo obywatelskie uczestniczy w odpieraniu agresji na Ukrainę. Założycielami „Aerorozwidki” są wolontariusze Jarosław Honczar, Wołodymyr Koczetkow-Sukacz, Natan Chazin i Dmytro Lisenbart.

## Ustanowienie
Natan Chazin, przywódca „Żydowskiej Setki” Euromajdanu, bojownik pierwszej grupy „Azow”, zaczął szukać możliwości uzbrojenia technicznego armii ukraińskiej na początku okupacji Krymu przez Rosję w 2014 r. Po nieudanej podróży do Izraela, która odmówiła pomocy wolontariuszowi, Natan Chazin zwrócił się do swojego przyjaciela z Majdanu Olega. Zrobił panoramiczne ujęcia z drona DJI Phantom. Klip „Ukraina oczami drona” i zyskał ponad milion wyświetleń na YouTube. To od tego drona, który został przekazany ochotnikom, rozpoczęła się historia Aerorozwidki.

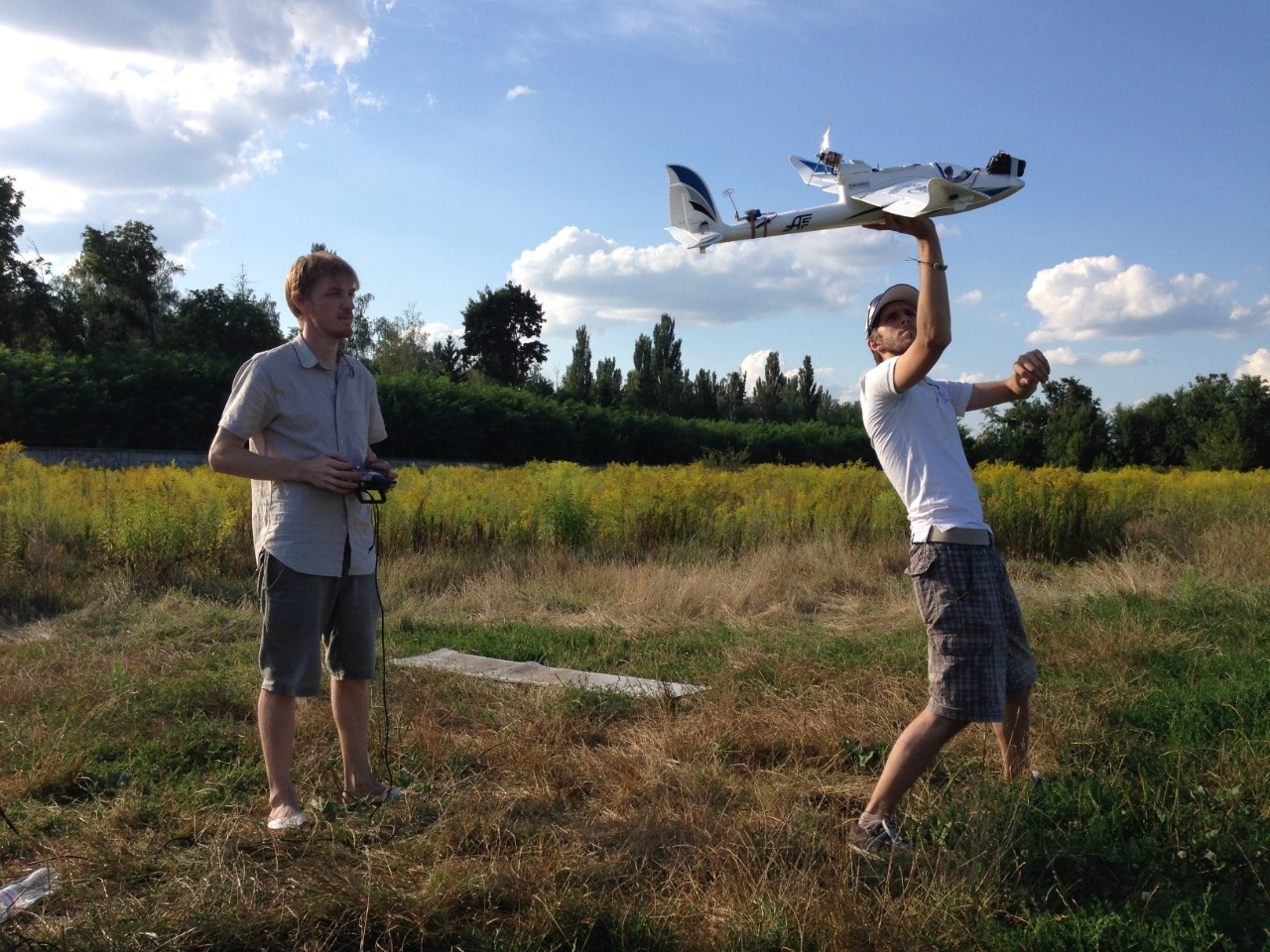
Pierwsze testy dronów przeprowadzone przez Aerorozwidkę (2014 rok)

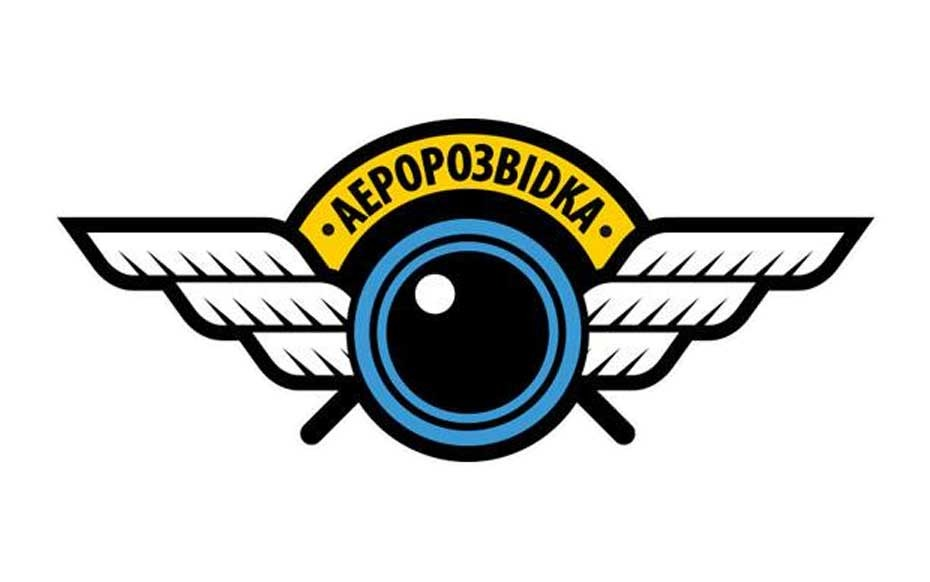
Pierwsze logo Aerorozwidki (2014 rok)

Wołodymyr Koczetkow-Sukacz wziął ten dron i poszedł z nim do batalionu „Ajdar”, po czym otrzymał pozytywną opinię. Następnie Jaroslav Honczar wspólnie z akademią komputerową „Krok” przystosował urządzenie do działania w warunkach bojowych. W efekcie zasięg lotu ukraińskich dronów wzrósł z 300 m do 3 km. Do sprawy włączyły się także koła modelarskie, indywidualni amatorzy oraz organizacje komercyjne. Urządzenia były ciągle ulepszane, po czym stale były używane w Siłach Zbrojnych Ukrainy oraz w jednym z batalionów ochotniczych.

## Status i współpraca
Grupa wolontariuszy z Aerorozwidki na początku swojej działalności miała już doświadczenie we współpracy z Siłami Zbrojnymi, Wojskami Wewnętrznymi Ministerstwa Spraw Wewnętrznych Ukrainy i Gwardią Narodową Ukrainy oraz korzystała z pomocy Państwowej Służby Granicznej Ukrainy. Później członkowie społeczności zostali wysłani do jednostek wywiadowczych w grupach.

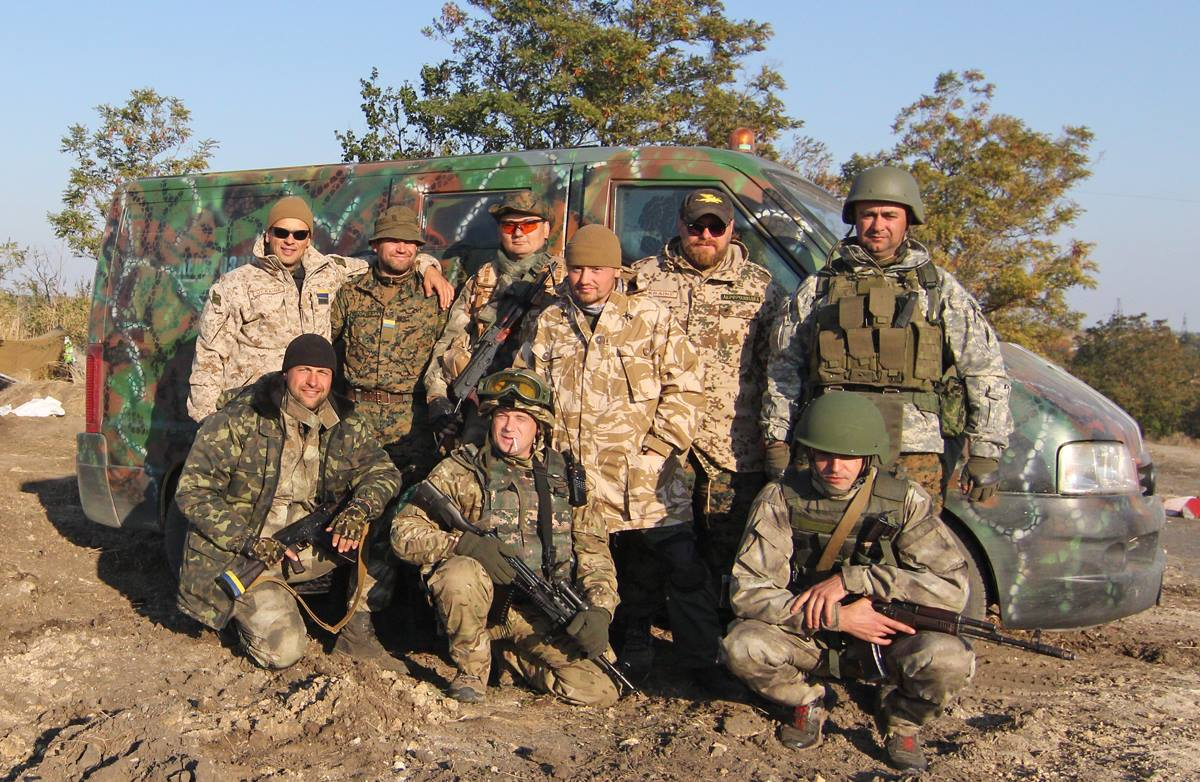
Jedna z jednostek wojskowych, obejmująca członków Aerorozwidki (2015 rok)

W grudniu 2015 roku członkowie Aerorozwidki weszli do Sił Zbrojnych Ukrainy w postaci jednostki wojskowej A2724 o nazwie Centrum Wdrażania i Wspierania Zautomatyzowanych Systemów Kontroli Operacyjnej (Bojowej). Jednostka została utworzona z ochotników z grupy Aerorozwidki, która pracowała w tym czasie w odrębnych jednostkach wywiadowczych numer 74 i numer 131. Nowa jednostka dołączyła się do Sił Łączności i Cyberbezpieczeństwa Sił Zbrojnych Ukrainy. Jednak w 2020 roku z inicjatywy Sztabu Generalnego Sił Zbrojnych Ukrainy Ministerstwo Obrony Ukrainy zlikwidowało tę jednostkę wojskową. W systemie NATO jednostka jest klasyfikowana jako C4ISR (dowodzenie, kontrola, łączność, technika informatyczna (komputery), wywiad, obserwacja, wywiad instrumentalny).
W lipcu 2020 roku członkowie grupy wolontariuszy zarejestrowali organizację pozarządową Aerorozhidka na Ukrainie.

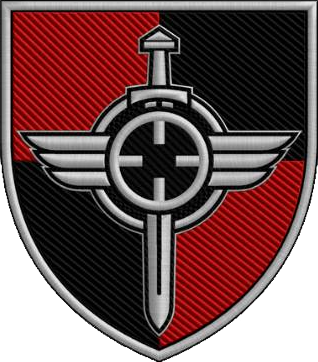
Szewron Centrum innowacji i rozwoju technologii obronnych

W marcu 2021 roku następuje reorganizacja, po której w strukturach Ministerstwa Obrony Ukrainy zostaje przywrócona jednostka wojskowa A2724. Część jednostki, która pracowała w kierunku monitoringu wideo, podlegając dowództwu Połączonego Dowództwa Sił Zbrojnych Ukrainy. Później, do końca 2021 roku, wyodrębnia się również Centrum Innowacji i Technologii Obronnych. (od 2022 r. występuje w oficjalnych źródłach pod nazwą Centrum Innowacji i Rozwoju Technologii Obronnych). Pozostała część byłej jednostki wojskowej A2724 staje się kadrą naukową Wojskowego Instytutu Telekomunikacji i Informatyzacji.

## Działalność
Od 2022 r. obszarami działalności Wywiadu Powietrznego są m.in.:
- opracowanie, testowanie i wdrażanie zautomatyzowanych narzędzi sterowania, przede wszystkim systemu wyświetlania sytuacji sytuacyjnej (system świadomości sytuacyjnej „Delta”)[17][18][19];
- opracowanie, testowanie, wdrażanie i zastosowanie różnych czujników do systemu sytuacyjnego, w szczególności monitoringu wideo[20][21][22][23];
- projektowanie i użytkowanie wielowirnikowych bezzałogowych statków powietrznych;
- promowanie reformy Sił Zbrojnych Ukrainy, przede wszystkim w zakresie wdrażania systemu C4ISR;
- współpraca z władzami państwowymi w zakresie rozwoju zdolności sektora bezpieczeństwa i obrony Ukrainy do integracji weteranów Aerorozwidki z życiem cywilnym;
- realizacja innych projektów naukowo-technicznych oraz wykorzystanie doświadczenia wojskowego w dziedzinie cywilnej (w Rezerwacie Czarnobyl[22][23][24]; udział w wydarzeniach międzynarodowych: CWIX[25], Sea Breeze, Fast Trident[6][26]).

### Drony
W sierpniu 2014 roku Wołodymyr Koczetkow-Sukacz poinformował, że Aerorozwidka produkuje już alternatywne bezzałogowe statki powietrzne na potrzeby ATO, biorąc za podstawę standardowe śmigłowce sprzedawane w sklepach, modernizując je. Następnie drony nadają się do taktycznego zwiadu. Urządzenia pracowały na liniach frontu w pięciu oddziałach i pokazywały wyniki: przesyłały dane, zdjęcia z geotagami na odległość do 2 km. Tego wystarczy, aby dowódca podjął decyzję o wysłaniu oddziału.

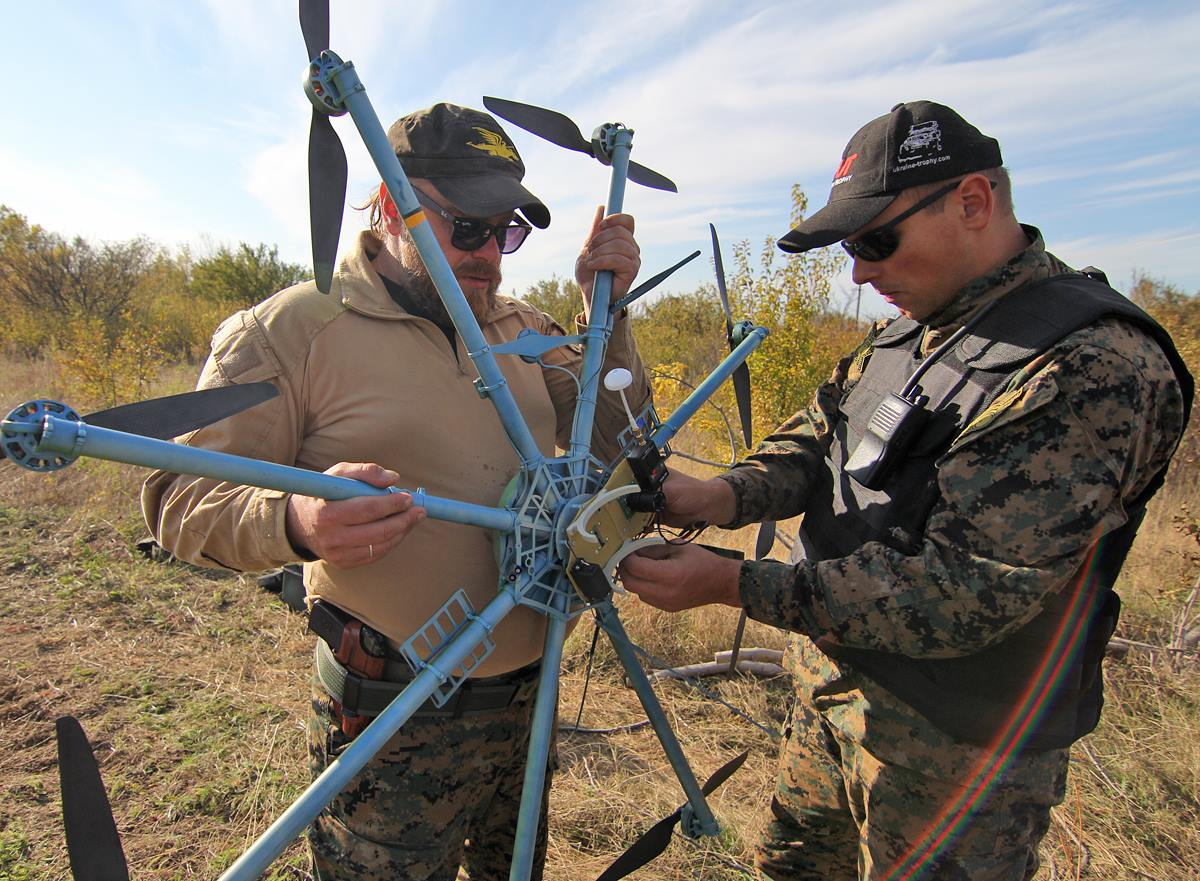
Prototyp octokoptera, R18, 2015 r.

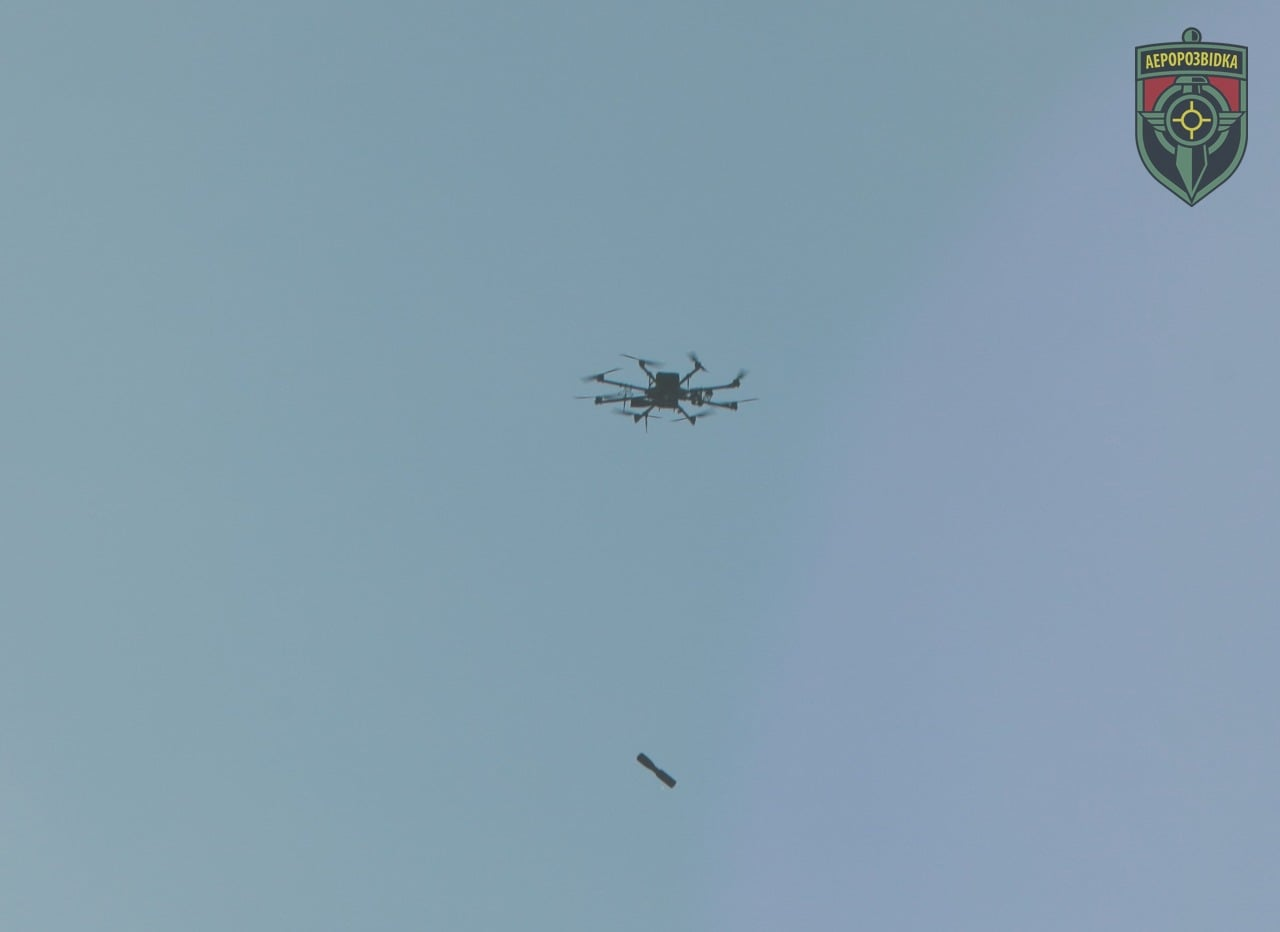
Lot próbny drona R18 ze zrzucaniem pocisków (granatów) RKG-1600, 2020 r.

W 2016 roku Aerorozwidka uruchomiła program opracowania pierwszych prototypów bezzałogowych statków powietrznych. Już w 2019 roku model, który był używany podczas operacji specjalnej w strefie ATO, został w pełni przetestowany. Do 24 lutego 2022 r. wyprodukowano około 50 zestawów oktokopterów R18, które mają osiem silników dla większej niezawodności. Śmigłowiec ma pionowy start i lądowanie, zasięg 5 km, może pozostawać w powietrzu przez około 40 minut i przenosić 5 kg ładunku. Podczas budowy wykorzystywane są komponenty ukraińskie i importowane. Pierwotnie opracowany w celu dostarczania leków i żywności, jednak plany użycia zostały zmienione przez rosyjską inwazję 24 lutego 2022 r. Jednak bombowiec R18 był również używany przed ofensywą na dużą skalę przez Rosjan. Jako pociski używane są sowieckie kumulacyjne granaty przeciwpancerne RKG-3 lub bomby RKG-1600 stworzone na ich podstawie przez rusznikarzy fabryki Majak. R18 może przewozić trzy takie rodzaje amunicji.
Ponadto Aerorozwidka gromadzi drony firm trzecich, których jednostki bojowe używają do rozpoznania i dostosowania ognia artyleryjskiego. Należą do nich w szczególności komercyjne drony DJI i Autel, które zwykle przychodzą jako pomoc wolontariuszy. Drony PD-1, Leleka-100 i inne również przybywają do użycia podczas wojny.
Aerorozwidka wskazuje, że do 2022 roku użycie dronów na wojnie jest powszechne, mają swoje miejsce w wojsku i na polu bitwy. Ponadto są takim samym materiałem eksploatacyjnym co naboje, ponieważ mogą ulec zniszczeniu. Jednocześnie różnica w kosztach między dronami Aerorozwidki, a zniszczonym za pomocą tych dronów sprzętem wroga jest bardzo duża. Poza tym zneutralizowany w ten sposób sprzęt wroga ratuje życie cywilom i ukraińskim żołnierzom.

## Inwazja rosyjska w 2022 roku
Od 24 lutego 2022 roku z Białorusi prawym brzegiem Dniepru do Kijowa zmierzał ogromny konwój rosyjskich pojazdów. W tym dniu oddziały wojskowe spotkały się z wrogiem pod Hostomlem. Również, aby zapobiec okrążeniu stolicy, jednostki wojskowe przy pomocy dronów Aerorozwidki zaczęły atakować konwój Sił Zbrojnych Rosji od strony Malina. Po kilku eksplozjach wojska rosyjskie przestały jechać w ogromnym konwoju i podzieliły się na grupy po 5–10 pojazdów. Ostrzelano również artylerią magazyny wroga, zniszczono je i odcięto dostawy.
Z pomocą dronów i terminali Starlink siły ukraińskie zatrzymały wielokilometrowy konwój. Dzięki łączności nawiązanej za pomocą dronów i „Starlinków” siły ukraińskie uderzyły w tyłowe magazyny w pobliżu białoruskiej granicy, co odcięło dostawy dla pierwszego rzutu – wspomina Aerorozwidka. Podobnie, stabilna komunikacja jest możliwa tylko dzięki dużej szybkości przesyłania danych przez “Starlink”. Później ukraińskie jednostki wojskowe włączyły się do pracy z oktokopterami R18, innymi dronami i „Starlinkami” na różnych kierunkach działań wojennych. Komunikacja odbywała się w systemie orientacji sytuacyjnej „Delta”.

## Interesujące fakty
- Termin „rozpoznanie lotnicze” został ukuty przez jego założycieli Jarosława Honczara, Wołodymyra Koczetkowa-Sukacza i Natana Chazina. Wcześniej na Ukrainie istniało pojęcie „fotografii lotniczej”[2].
- 9 lutego 2015 r. w Doniecku doszło do potężnej eksplozji. Przedstawiciele Aerorozwidki poinformowali, że byli korektorami tego ciosu[52].